# Elis (álbum de 1977)
Elis é o décimo quinto álbum de estúdio da cantora brasileira Elis Regina, lançado em 1977, no Brasil, pela gravadora Phonogram. O álbum conta com a participação de Milton Nascimento e Ivan Lins.
O álbum foi relançado diversas vezes em forma de LP entre os anos de 1977 e 1982, sendo lançado finalmente no formato CD em 1998 - ganhando ainda reedições em 2012 e 2014.

## Faixas
| Lado A |                |                                     |         |  |
| N.º    | Título         | Compositor(es)                      | Duração |  |
| 1.     | "Caxangá"      | Milton Nascimento / Fernando Brant  | 3:13    |  |
| 2.     | "Colagem"      | Cláudio Lucci                       | 4:18    |  |
| 3.     | "Vecchio Novo" | José Márcio Pereira / Cláudio Lucci | 3:26    |  |
| 4.     | "Morro Velho"  | Milton Nascimento                   | 4:49    |  |
| 5.     | "Qualquer Dia" | Vitor Martins / Ivan Lins           | 2:29    |  |

| Lado B |                        |                           |         |  |
| N.º    | Título                 | Compositor(es)            | Duração |  |
| 6.     | "Romaria"              | Renato Teixeira           | 4:07    |  |
| 7.     | "A Dama do Apocalipse" | Crispin / Nathan Marques  | 4:05    |  |
| 8.     | "Cartomante"           | Vitor Martins / Ivan Lins | 3:17    |  |
| 9.     | "Sentimental Eu Fico"  | Renato Teixeira           | 4:11    |  |
| 10.    | "Transversal do Tempo" | Aldir Blanc / João Bosco  | 2:31    |  |

## Ficha Técnica

### Músicos
- César Mariano — piano, piano Fender, órgão Hammond, RMI, syntorchestra
- Natan Marques — guitarra Gibson Lês Paul, violão, viola-12, violão-aço, voz
- Crispim dei Cistia — guitarra Fender, violão, viola-12, violão-aço, teclados
- Wilson Gomes — baixo Rickenbacker
- Dudu Portes — bateria e percussão
- Grupo Água:
  - Renato Teixeira — violão e voz
  - Carlão — viola e voz
  - Sérgio Mineiro — flauta e voz
  - Márcio Werneck — flauta
- Participações especiais:
  - Antônio Carlos del Claro — cello em "Morro Velho"
  - Milton Nascimento — violão Ovation em "Morro Velho" e violão Ovation, viola-12 e voz em "Caxangá"
  - Ivan Lins — piano acústico e voz em "Qualquer dia" e  "Cartomante"
  - Sirlan Antônio de Jesus — voz em "Caxangá"
  - Thomas Roth — voz em "Cartomante"
  - Lucinha Lins — voz em "Cartomante"
  - Zé Luiz — voz em "Cartomante".

### Produção de Estúdio
- Direção de produção e de estúdio: César Camargo Mariano
- Arranjos: César Camargo Mariano
- Técnico de gravação: Roberto Marques
- Assistente de estúdio: Souza
- Mixagem: Roberto  Marques e César Camargo Mariano
- Foto: Penna Prearo
- Estúdios de gravações reunidos - 16 canais

## Ligações Externas
- Elis no Sítio do Immub.